# Olej mineralny

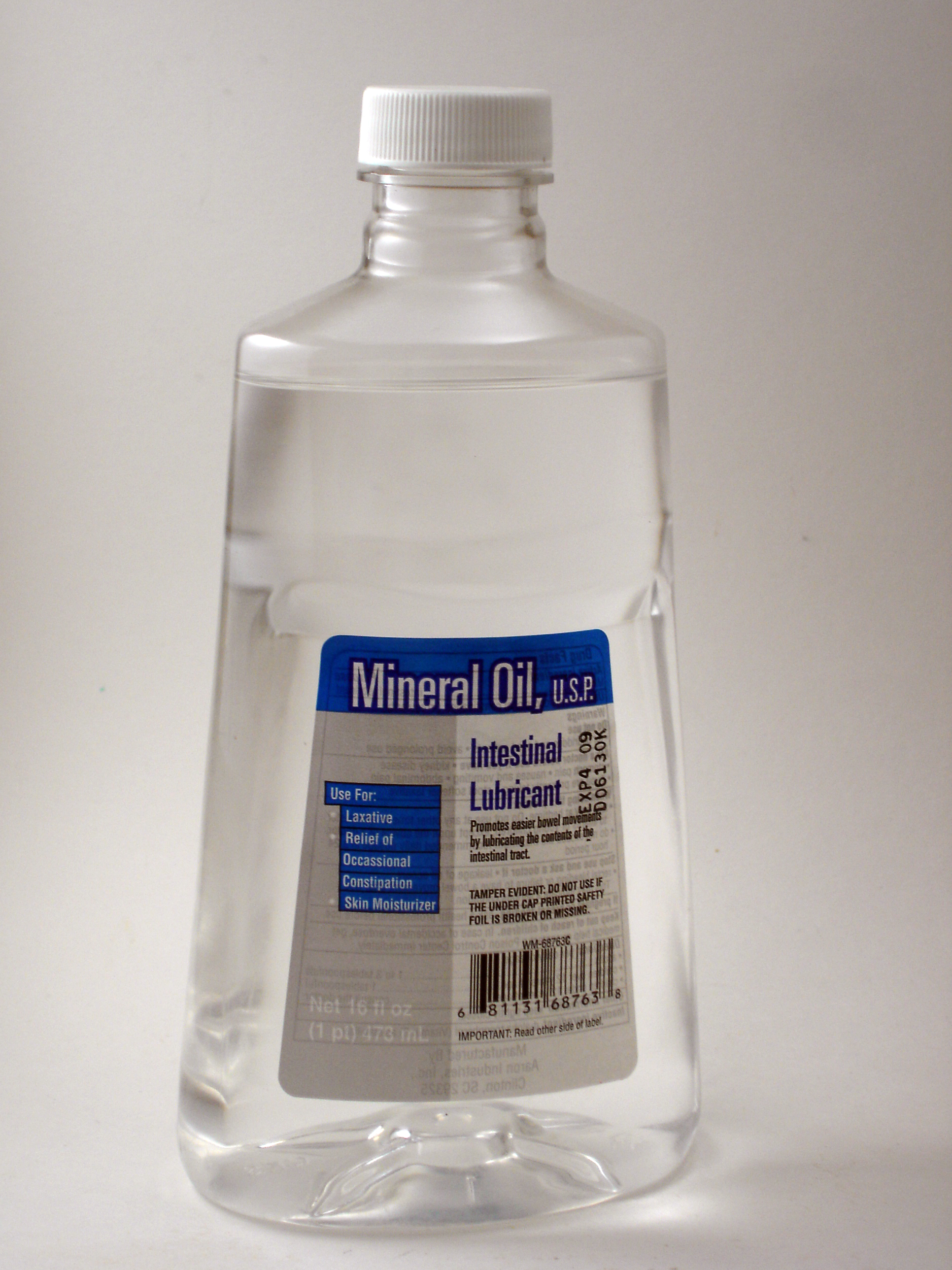
Butelka oleju mineralnego sprzedawana w USA

Olej mineralny – ogólna nazwa różnorodnych mieszanin płynnych węglowodorów oczyszczonych z wazeliny. Powstają z przeróbki ropy naftowej. Stosuje się głównie jako oleje smarowe (silnikowe, maszynowe, wrzecionowe). Producenci markowych olejów wskazują jednak, że mają one gorsze właściwości od oleju syntetycznego.
Oleje mineralne podczas spalania emitują tlenek węgla i dwutlenek węgla.
Mają również szerokie zastosowanie w kosmetyce, jako składnik lotionów, kremów i maści. Poza tym stosuje się je także jako czynnik chłodzący.